# Patriarchat von Jerusalem der Melkitischen Griechisch-Katholischen Kirche
Das Patriarchat von Jerusalem (lat.: Archidioecesis Hierosolymitanus) ist die Erzeparchie von Jerusalem der  Melkitischen Griechisch-Katholischen Kirche. Die  Erzdiözese umfasst das  autonome Gebiet Palästina und hat ihren Sitz in Jerusalem.

## Geschichte
1772 wurde der Melkitische Patriarch von Antiochien zum Apostolischen Administrator für die  Erzeparchie Jerusalem ernannt. Er betreut die Christen der Melkitischen Griechisch-Katholischen Kirche, die in Jerusalem ihre Heimat haben. Seit 1838 erhielten mit Maximos III. Mazlom die Patriarchen von Antiochien den Titel „Patriarch von Antiochia, Jerusalem und dem ganzen Osten und Alexandria“. Ebenfalls seit 1838 werden in der Erzeparchie Jerusalem Patriarchalvikare, die nicht immer im Rang eines Bischofs waren, eingesetzt. 1992 wurde Patriarchalvikariat von Jerusalem das Patriarchalexarchat von Jerusalem, aus dem 1998 das Patriarchalisch abhängige Territorium von Jerusalem hervorging. 

## Patriarchalvikare von Jerusalem
- 1838–1846 Meletios Fendeh
- 1846– ? Elias Cattan (Priester)
- 1860–1866/1875–1876 Ambroise Abdo

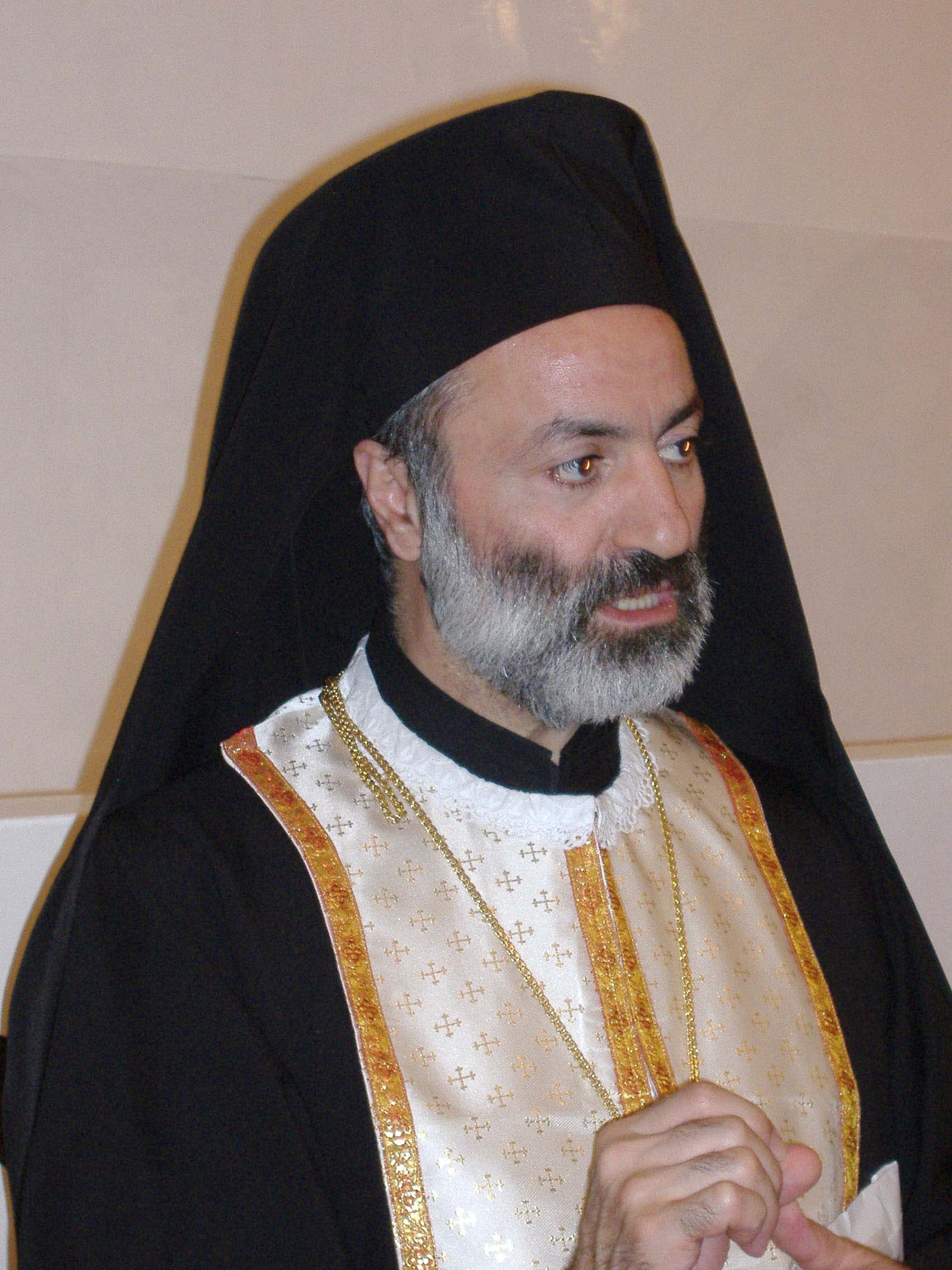
Archimandrit Mtanios Haddad Patriarchalvikar von Jerusalem (2000–2006)

- 1877–1880 Joseph Khawam BS (Ordenspriester)
- 1880–1886 Ignatius Moaccad BS (Ordenspriester)
- 1886 Ruphaël Zulhof BS (Ordenspriester)
- 1886–1890 Basil Amara (Priester)
- 1890–1896 / 1898–1903 Philip Mallouk (Priester)
- 1896–1898 Joseph Cadi (Priester)
- 1904–1914 Paul Abu-Mourad
- 1914–1920 Alexios Akel (Priester)
- 1921 Stephen Doummar (Priester)
- 1921–1926 Cyril Rezk (Priester)
- 1926–1944 Athanasius Moghabghab (Priester)
- 1944– ? Peter Saba (Priester)
- 1948–1965 Gabriel Abu Saada (Titularerzbischof pro hac vice von Caesarea in Palaestina dei Greco-Melkiti)
- 1965–1974 Hilarion Capucci, zugleich Weihbischof in Antiochien
- 1974–2000 Gregor III. Laham (Bischof)
- 2000–2006 Mtanios Haddad (Archimandrit)
- 2006–2008 Georges Michel Bakar (Erzbischof)
- 2008–2018 Joseph Jules Zerey (Erzbischof), zugleich Weihbischof in Antiochien
- seit 2018 Yasser Ayyash (Erzbischof)[1]